# Paolo Farinella (presbitero)
Don Paolo Farinella (Villalba, 11 maggio 1947) è un presbitero, teologo, biblista, esegeta, saggista, giornalista e attivista italiano; è un ministro della Chiesa Cattolica che all'attività pastorale affianca gli studi biblici, la divulgazione delle scienze bibliche (anche nelle lingue originali della Bibbia: aramaico, ebraico e greco ellenistico), le attività di volontariato, la promozione della cultura nelle sue varie forme e l'attività giornalistica ed editorialistica. Residente nella città di Genova, è l'unico biblista in Liguria a essere specializzato in esegesi giudaica.
È collaboratore di diverse testate giornalistiche, sia laiche che cattoliche, tra cui Il Fatto Quotidiano, La Repubblica, Il Tafano, MicroMega, Missioni Consolata e Adista.

## Biografia
Farinella è il secondo di cinque fratelli maschi. Fin da bambino ha la vocazione di intraprendere il ministero ecclesiastico, orientando, dapprima, le sue inclinazioni verso l'attività monacale. All'età di 17 anni si trasferisce con la famiglia a Genova, dove attualmente vive. Dopo essere entrato in seminario, nel 1967 decide di lasciare il seminario di Genova, considerandolo eccessivamente chiuso rispetto al clima inaugurato dal Concilio Vaticano Secondo, e si trasferisce a Verona nel seminario per l'America Latina, nato per volontà di papa Giovanni XXIII come frutto del Concilio Ecumenico concluso pochi anni prima.
Viene ordinato sacerdote il 1º novembre del 1972, nel giorno della solennità di Tutti i Santi, assumendo il ruolo di vice parroco in alcune parrocchie genovesi. Successivamente si trasferisce a Milano, per frequentare la Facoltà Teologica dell'Italia Settentrionale, dove consegue il baccalaureato in Teologia.
Negli anni '80 del XX secolo, a causa di alcuni dissidi con la curia genovese per un articolo pubblicato su Il Secolo XIX in cui invitava l'allora cardinale Giuseppe Siri a dimettersi, viene mandato a esercitare il ministero a Calvari di Davagna, paese dell'entroterra Ligure. Ivi fonda una casa di accoglienza dove ospita ragazzi in difficoltà, alcolisti, tossicodipendenti e prostitute, e porta avanti la struttura grazie al sostegno economico della Caritas genovese; nella stessa località partecipa a un bando insieme ai collaboratori della Cooperativa Agricola Monte di Capenardo, riuscendo ad aprire la "Trattoria di Capenardo" sul monte Capenardo, nella quale impiega alcuni ragazzi in condizioni svantaggiate. Nel frattempo bonifica il comune di Davagna dopo aver creato alcuni consorzi agroforestali.
Da sempre studioso delle Sacre Scritture 'sui testi originali', nel 1998 viene inviato a Gerusalemme su proposta dell'allora cardinale di Genova Dionigi Tettamanzi, per completare i suoi studi biblici, dove rimane fino al 2003 e assiste alla Seconda Intifada. Ivi frequenta lo Studium Biblicum Franciscanum e consegue due licenze, corrispondenti a due lauree secondo l'ordinamento italiano: "Teologia Biblica" (nel 2000) e "Scienze Bibliche e Archeologia" (nel 2002).
Nel 1999, Farinella scrive il romanzo "Habemus Papam, Francesco", in cui immagina l'elezione di un papa che decide di attribuirsi il nome di Francesco e riporta la Chiesa in condizioni di povertà come quella delle origini. Il romanzo è risultato profetico riguardo all'elezione di papa Francesco, avvenuta nel 2013. Nel 2012 del romanzo è stata pubblicata una seconda edizione modificata, scritta dallo stesso autore, intitolata "Habemus papam. La leggenda del papa che abolì il Vaticano".
Nel 2005 viene inviato dal cardinal Tarcisio Bertone, allora vescovo di Genova, a dirigere come parroco e unico prete la parrocchia di Santa Maria Immacolata e San Torpete, parrocchia senza parrocchiani e senza territorio. A partire dall'insediamento nella nuova chiesa, Farinella la rende centro e punto di riferimento di primo ordine nel capoluogo ligure per le funzioni spirituali (celebrazioni liturgiche), la divulgazione delle scritture bibliche, i concerti di musica classica (soprattutto in stile barocco) e altre attività culturali (seminari su tematiche di attualità, letteratura, arte, storia, scienza, religione e politica). La chiesa di San Torpete, pur essendo parrocchia senza territorio, comincia ad attirare numerosi fedeli e appassionati di musica e delle varie tematiche culturali.
Nel 2010 Farinella fonda l'Associazione "Ludovica Robotti - San Torpete", il cui nome è dedicato a una bambina vissuta tra il 2009 e il 2010 e deceduta all'età di nove mesi, che ha come scopo quello di aiutare persone in difficoltà economiche.
Nel 2018 Farinella è costretto a chiudere definitivamente lo svolgimento dei Concerti di San Torpete, inaugurati nel 2007, a causa di alcuni problemi, anche economici.
Dal 2020 al 2022 Farinella decide di interrompere la celebrazione della messa e tutte le attività culturali nella chiesa di cui è parroco, sospendendone l'apertura al pubblico a causa della pandemia di Covid-19 e dei lavori di manutenzione dell'edificio, la cui conclusione è prevista per Pasqua 2023. A partire da settembre 2022, fino alla conclusione dei lavori, Farinella celebra l'eucaristia con cadenza bisettimanale nella chiesa genovese delle Scuole Pie.
Il 28 gennaio 2022, Farinella annuncia di essere finito sul lastrico e, di conseguenza, costretto a chiedere un aiuto economico ad alcuni fedeli, a causa di un debito contratto con alcune banche per avere aiutato economicamente una famiglia tornata in Italia dall'Inghilterra e rimasta senza lavoro.
Il 2 giugno dello stesso anno, Farinella viene riconfermato parroco della chiesa di Santa Maria Immacolata e San Torpete da parte del vescovo di Genova, Marco Tasca, pur avendo ormai egli raggiunto l'età limite di 75 anni.

## Pensiero

### Sulle questioni ecclesiali
Don Paolo Farinella si definisce come uno strenuo difensore del Concilio Vaticano Secondo, del quale afferma di auspicare una piena attuazione e un suo eventuale superamento, attraverso un nuovo concilio che si adegui all'avanzare dei tempi. Per questa ragione, si è spesso dichiarato critico verso le posizioni dei semplici prelati, o anche dei religiosi che ricoprono cariche elevate all'interno della gerarchia ecclesiastica: costoro non terrebbero conto dei "segni dei tempi" e vorrebbero riportare la chiesa a come era in passato.
Nel 1987, Farinella ha scritto all'allora cardinale di Genova, Giuseppe Siri, chiedendogli di dimettersi.
Ha accusato spesso il clero di immoralità, in quanto a suo dire verrebbe a patti con il potere politico, allo scopo di ottenere dei favori e conseguire i propri interessi mondani. La 'summa' di tali posizioni critiche nei confronti del clero viene esposta nel suo saggio "Cristo non abita più qui. Il grido di amore di un prete laico: per Gesù, contro il Vaticano", pubblicato con la casa editrice Il Saggiatore nel 2013, mentre la sua critica nei confronti del papato di Ratzinger, per la reintroduzione della lingua latina nella celebrazione eucaristica, viene espressa soprattutto nel testo "Ritorno all'antica messa. Nuovi problemi e interrogativi", pubblicato nel 2007. Il suo saggio sul ritorno all'antica messa ha suscitato un'immediata risposta dalla gerarchia ecclesiastica, con il testo di Francesco Cupello intitolato "La messa antica. Nessun ritorno, è sempre rimasta a casa. Risposta a Paolo Farinella", edito nel 2008.
Farinella, riprendendo le parole di Karl Marx, ha bollato come "oppio dei popoli" un certo tipo di religiosità presente in una parte della chiesa.
È un convinto assertore dell'abolizione del Concordato tra Stato Italiano e Città del Vaticano, considerandolo come un ostacolo alla libertà dello Stato e della Chiesa.
Nel 2015, ha espresso parole di condanna nei confronti dei due pontificati di Giovanni Paolo II e di Benedetto XVI, da lui ritenuti come i due papi peggiori del millennio.
Sulla scia delle sue posizioni in merito alle questioni ecclesiali, Farinella si definisce "prete, ateo per grazia di Dio", parafrasando un'espressione di Luis Buñuel.

### Sulla politica italiana
Farinella si è in molte occasioni espresso pubblicamente sulla situazione politica italiana, spesso in maniera polemica verso chi detiene posizioni di potere.
In più di un'occasione, ha bollato Silvio Berlusconi come "corrotto e corruttore. Lo ha inoltre accusato di avere stretto accordi con la gerarchia ecclesiastica; ha condannato, nel 2009, l'assenso di Tarcisio Bertone alla politica berlusconiana e, nel 2010, si è dissociato dalla complicità che il cardinal Camillo Ruini in quegli anni stava dimostrando (fino al 2007 Ruini era stato presidente della Conferenza Episcopale Italiana).
Su invito di Beppe Grillo, partecipa nel 2009 alla conferenza di inaugurazione del Movimento 5 Stelle.
Il 9 settembre dello stesso anno scrive una lettera di ripudio a Silvio Berlusconi. Nella parte finale della lettera Farinella così dichiara: "Io, Paolo Farinella, prete ripudio lei, Silvio Berlusconi, presidente pro tempore del consiglio dei ministri e tutto quello che rappresenta insieme a coloro che l'adulano, lo ingannano, lo manipolano e lo sorreggono: li/vi ripudio dal profondo del cuore. in nome della politica, dell'etica e della fede cattolica. La ripudio e prego Dio che liberi l'Italia dal flagello nefasto della sua presenza". Un riferimento alla lettera viene poi citato in un articolo pubblicato da Il Fatto Quotidiano, scritto dallo stesso prete dopo la morte di Silvio Berlusconi.
Su Mario Monti, Farinella ha affermato che con le sue politiche di tagli avrebbe distrutto più famiglie che Carlo V in Francia.
Nel 2012, viene denunciato per diffamazione da Pier Luigi Vinai, candidato PDL alle elezioni comunali di Genova; Farinella aveva definito Vinai il "rappresentante di un partito di ladri e corrotti".
Farinella ha definito Matteo Renzi "peggio di Mussolini".
Nel 2015, insieme ad altri tredici autori, pubblica il testo "L'Italia che vorrei. Ripartire dalla Liguria", in cui gli autori propongono una nuova direzione politica per l'Italia, a partire dalla Liguria, la regione in cui Farinella vive ed esercita il suo ministero.
Contrapponendosi alla politica di Matteo Salvini, si è rifiutato di celebrare la messa il giorno di Natale del 2018, lasciando chiusa la chiesa di cui è parroco, per protestare contro il decreto di Salvini sull'immigrazione.

### Sulle questioni etiche
Nel 1991, Farinella ha scritto a Camillo Ruini, esprimendo la sua condanna nei confronti del "cardinal-party", festa economicamente dispendiosa, organizzata per la nomina a cardinale di Ruini, con un migliaio di invitati provenienti dal 'Jet Set', definendola "un insulto ai poveri e al Cristo che li rappresenta". Nel 2010, Farinella ha ribadito la sua condanna per l'evento avvenuto nel 1991.
Farinella ha condannato spesso Silvio Berlusconi anche nell'ambito della morale: ad esempio, in una sua lettera del 2009, indirizzata ai cardinali Angelo Bagnasco e Tarcisio Bertone, lo ha definito come "ad altissimo tasso di illegalità e immoralità". Durante un'intervista radiofonica, Farinella ha dichiarato che, se Berlusconi si presentasse davanti a lui per assumere l'ostia durante la celebrazione della messa, si rifiuterebbe di elargirgli la comunione. Berlusconi, non essendo una persona qualsiasi che si presenta davanti all'altare, ma un personaggio pubblico, dovrebbe esprimere dei gesti pubblici di pentimento.
Nel 2007, Farinella afferma pubblicamente che Eluana Englaro, costretta in stato vegetativo dal 1992, avrebbe il diritto di morire, e partecipa a una raccolta di firme organizzata sulla rivista MicroMega, per chiedere che venga interrotta la nutrizione forzata, a cui Eluana Englaro è sottoposta, in maniera da consentirne il decesso. Alla petizione partecipano altri 41, tra preti e religiosi, e alcune migliaia di firmatari laici. A causa dell'iniziativa, Farinella e gli altri sacerdoti firmatari vengono inquisiti dalla Congregazione per la Dottrina della Fede.
In un articolo del 2008 pubblicato su La Repubblica, nell'edizione di Genova, Farinella ha scritto che, se Gesù si trovasse oggi sulla Terra, non entrerebbe nelle chiese, ma andrebbe al Gay Pride e pronuncerebbe parole di consolazione nei confronti degli oppressi.
Sulle unioni civili, citando la Costituzione Italiana, Farinella ha affermato che, anche se in Italia vi fosse una sola coppia convivente, avrebbe il diritto di essere tutelata come nucleo affettivo e familiare, “senza distinzione di sesso, di razza, di lingua, di religione, di opinioni politiche, di condizioni personali e sociali” (Costituzione Italiana Art. 3 § 2). In particolare, riguardo alla Legge Cirinnà, Farinella si è dichiarato oppositore delle posizioni espresse nel corso del Family Day.
Sugli impedimenti alla promulgazione del DDL Zan, Farinella, in un articolo pubblicato nel 2021 su Il Fatto Quotidiano, afferma che le cause sarebbero da attribuire al Concordato che inficerebbe l'autonomia e l'indipendenza dello Stato Italiano.
Sull'aborto, Farinella ha condannato la colpevolizzazione della donna, a cui secondo lui avrebbero puntato alcuni esponenti politici locali della Liguria, appartenenti al partito Fratelli d'Italia: secondo il presbitero, la donna, oltre a non dover essere colpevolizzata, non dovrebbe essere messa in condizione di trovarsi costretta ad abortire per "solitudine, ignoranza, povertà e paura", ma sostenuta nelle sue necessità da parte dello Stato.
Generalmente, negli articoli e nelle dichiarazioni pubbliche di Don Paolo Farinella, le questioni ecclesiali, politiche ed etiche tendono a intersecarsi.

## Divulgazione della Bibbia
Don Paolo Farinella è da sempre impegnato nello studio e nella divulgazione dei testi biblici, a partire dalle lingue originali, in cui i testi furono scritti.
In occasione di tutte le festività dell'anno liturgico, Farinella redige con regolarità i testi liturgici di commento ed esegesi alle letture del giorno, anche con riferimenti al testo originale in aramaico, ebraico e greco ellenistico. I testi liturgici, la cui lunghezza varia generalmente dalle 10 alle 20 pagine in formato A4, sono resi disponibili a tutti i fedeli all'entrata della chiesa, e sono pubblicati in formato PDF nel sito ufficiale del parroco Farinella. Nonostante la temporanea chiusura della chiesa di San Torpete e la conseguente interruzione di ogni celebrazione liturgica, i file con le liturgie continuano a essere regolarmente aggiunti nel sito per ogni festività dell'anno liturgico.
Nel 1980, Farinella pubblica il testo "Progetto Matrimonio. Due libertà che camminano insieme", poi reso disponibile gratuitamente on line. L'autore afferma di aver redatto il testo, dandovi un "taglio biblico".
Dal 2006 al 2018, Farinella ha collaborato, in qualità di biblista, con la rivista Missioni Consolata, redigendo articoli di esegesi, pubblicati nella sezione "Così sta scritto". Per la rivista, ha scritto una serie di articoli in più puntate di commento alla "Parabola del figliol prodigo" (Luca 15,11-32) e una serie relativa alle "Nozze di Cana" (Giovanni 2,1-11). Per la medesima rivista Farinella ha anche realizzato un ciclo di articoli sul tema della preghiera, intitolato "Insegnaci a pregare" (Luca 11,1). Dell'esegesi relativa alla "Parabola del figliol prodigo", pubblicata su Missioni Consolata, è stato poi messo alle stampe un adattamento librario, intitolato "Il padre che fu madre" (titolo con cui, secondo Farinella, dovrebbe essere indicata la parabola del figliol prodigo), edito da Gabrielli Editori.
Nel 2008, Farinella pubblica di nuovo con l'editore Gabrielli il testo "Bibbia. Parole Segreti Misteri", dove offre una spiegazione dei termini biblici originali, circa il loro significato più conosciuto o meno conosciuto, il contesto in cui sono inseriti e il loro uso. Nel 2009 il testo viene presentato nella trasmissione televisiva condotta da Corrado Augias "Le storie. Diario italiano". Nel testo, spiegando il versetto biblico di Genesi 1,27, contenente l'espressione “zakàr weneqebàch”, Farinella scrive che la traduzione più corretta dovrebbe essere "pungente e perforata li creò". La medesima espressione, come tradotta da Farinella, viene ripresa dal filosofo Massimo Angelini nel suo testo "Participio Futuro".
Con la stessa casa editrice, Farinella pubblica nel 2015 il testo "Peccato e perdono. Un capovolgimento di prospettiva", sul significato nuovo e rivoluzionario del termine "perdono" proposto nel Vangelo da Gesù.
La divulgazione biblica di Farinella avviene anche attraverso i numerosi seminari da lui tenuti nella maggior parte delle principali località italiane.

## Pubblicazioni
- Paolo Farinella, Progetto Matrimonio. Due libertà che camminano insieme, Dehoniane, 1980. ISBN 978-88-10-80582-4.
- Paolo Farinella, Habemus papam, Francesco, Editoriale Delfi, 1999. ISBN 978-88-86-82603-7.
- Paolo Farinella, L'esaltazione della croce tra scrittura e ghematria, Studio pubblicato sulla rivista 'La Sapienza della Croce' [SDC 19(2003), 327-350], 2003.
- Paolo Farinella, I padri e le madri, monti e colline d'Israele, Studio esegetico sul confronto della tradizione giudaica tra i Padri d’Israele = Monti e le Madri = colline, 2003.
- Paolo Farinella, Sulla corda ottava incontro al Messia. Simbolismo cristologico del numero 8 nella Bibbia e nella tradizione giudaico-cristiana, articolo pubblicato su La Sapienza Della Croce (SapCr) 19, N° 8, pp. 129–171, 2004.
- Paolo Farinella, Ritorno all'antica messa. Nuovi problemi e interrogativi, con prefazione di P. Rinaldo Falsini, Gabrielli Editori, 2007. ISBN 978-88-60-99033-4.
- Paolo Farinella, Messa preconciliare: Benedetto XVI abroga il Concilio Vaticano II, conferenza contro l’introduzione della Messa conciliare – San Torpete, Genova, 14-09-2007, divenuto il libro: Ritorno all’Antica Messa – prefazione P. Rinaldo Falsini, Gabrielli Editori, 2007.
- Paolo Farinella, Bibbia, Parole Segreti Misteri, Gabrielli Editori, 2008. ISBN 978-88-60-99024-2.
- Paolo Farinella, Vogliamo vedere Gesù (Gv 12,21), Seminario tenuto alla Pontificia Università Lateranense, 2008.
- Paolo Farinella, «Straniero» icona del credente e volto di Dio, Studio pubblicato su MicroMega online, 2008.
- Paolo Farinella, La santa alleanza contro l'Illuminismo, articolo pubblicato su MicroMega 3, pp. 111–127, 2009.
- Paolo Farinella, Il padre che fu madre. Rilettura moderna della parabola del "figliol prodigo", Gabrielli Editori, 2010. ISBN 978-88-60-99091-4.
- Paolo Farinella, Habemus papam: La leggenda del papa che abolì il Vaticano, Gabrielli Editori, 2012. ISBN 978-88-60-99134-8.
- Paolo Farinella, Cristo non abita più qui, Il Saggiatore, 2013. ISBN 978-88-42-81928-8.
- Paolo Farinella, Peccato e perdono. Un capovolgimento di prospettiva, Gabrielli Editori, 2015. ISBN 978-88-60-99254-3.
- Paolo Farinella e altri tredici, L'Italia che vorrei: Ripartire dalla Liguria, Gabrielli Editori, 2015. ISBN 978-88-60-99258-1.
- Paolo Farinella, Storia del Giubileo, serie di articoli pubblicata sulla Rivista Missioni Consolata, ottobre 2015 - dicembre 2016.
- Paolo Farinella, «Insegnaci a pregare», N. 20 articoli sul tema della preghiera, pubblicati dalla Rivista Missioni Consolata, 2017 - 2018.
- Franco Barbero, Paolo Farinella & altri, La goccia che fa traboccare il vaso: La preghiera nella grande prova, Gabrielli Editori, 2020. ISBN 978-88-60-99435-6.